# Quilaia
- Wikispecies

A quilaia (Quillaja saponaria) é uma árvore perenifólia originária do Chile, cuja casca do tronco é rica em saponinas.